# Техас в Гражданской войне
В годы Гражданской войны, на территории штата Техас произошло небольшое количество сражений. Большая часть битв произошла на побережье. Техас прозвали «черным ходом Конфедерации», ибо штат являлся единственным путём для южан для продажи хлопка в страны Европы. Со стороны северян был блокирован главный порт Техаса — Галвестон.
Особая заслуга Техаса состояла в том, что жители штата снабжали вооружённые силы Конфедерации продовольствием, а также армия штата приняла участие в крупнейших сражениях Гражданской войны.
После капитуляции южан, 12 мая 1865 года на территории Техаса произошло последнее сражение в рамках войны, а именно сражение у ранчо Пальмито.
19 июня 1865 года в портовом городе Галвестоне генералом федеральной армии Гордоном Грэйнджером была утверждена прокламация об освобождении рабов. Начиная с 1980 года, этот день вошёл в историю как «День освобождения», с 2021 года день объявлен в США федеральным праздником. 19 января в Техасе отмечается «День героев Конфедерации».